# Mustpank
Mustpank ist eine 4,3 Kilometer von der größten estnischen Insel Saaremaa entfernte unbewohnte Insel. Die 240 Meter von Vilsandi entfernte Insel gehört zu den Vaika-Inseln im Nationalpark Vilsandi. Administrativ liegt die Insel in der Landgemeinde Saaremaa im Kreis Saare.